# Summer (Calvin Harris)
Summer è un singolo del DJ britannico Calvin Harris, pubblicato il 14 marzo 2014 come secondo estratto dal quarto album in studio Motion.

## Descrizione
Il brano è stato scritto e prodotto dallo stesso interprete e registrato da Fly Eye Studio e Columbia Records.

## Promozione
Dal 9 giugno al 9 novembre del 2014 è stata la colonna sonora degli spot Wind.

## Video musicale

Screenshot tratto dal video del brano

Il video musicale, diretto da Emil Nava, si svolge in diverse ambientazioni: una strada deserta sulla quale passeggia lo stesso Harris, una camera da letto con un balcone nella quale si muove una ragazza in intimo (la modella e attrice Brittany Black), una piscina e una pista automobilistica dove appare in un cameo l'attore Jason Statham.
Il 22 dicembre 2016 il video raggiunge il traguardo di un miliardo di visualizzazioni su YouTube.

## Successo commerciale
Il brano ha avuto grande successo in numerosi paesi, ad esempio in Australia, in Svezia e in Danimarca; in Italia il singolo ha debuttato al quarto posto in classifica.
Nel 2022 il brano ha riscontrato un'improvvisa popolarità grazie ad un meme di internet nel quale "When I met you in the summer" viene rimpiazzato con la parodizzazione "Wenomechainsama" pronunciata da un animale o un altro personaggio.

## Classifiche
| Classifica (2014) | Posizione massima |
| ----------------- | ----------------- |
| Australia         | 4                 |
| Austria           | 4                 |
| Belgio (Fiandre)  | 5                 |
| Belgio (Vallonia) | 3                 |
| Canada            | 3                 |
| Croazia           | 3                 |
| Danimarca         | 20                |
| Finlandia         | 1                 |
| Francia           | 15                |
| Germania          | 3                 |
| Irlanda           | 1                 |
| Italia            | 3                 |
| Lussemburgo       | 3                 |
| Norvegia          | 2                 |
| Nuova Zelanda     | 19                |
| Paesi Bassi       | 1                 |
| Polonia           | 9                 |
| Regno Unito       | 1                 |
| Repubblica Ceca   | 19                |
| Slovacchia        | 16                |
| Spagna            | 15                |
| Stati Uniti       | 7                 |
| Svezia            | 4                 |
| Svizzera          | 4                 |
| Ungheria          | 5                 |